# ديريك هاغان
ديريك هاغان (بالإنجليزية: Derek Hagan)‏ هو لاعب كرة قدم أمريكية أمريكي، ولد في 21 سبتمبر 1984 في Northridge, Los Angeles ‏ في الولايات المتحدة.

## وصلات خارجية
- ديريك هاغان على موقع مرجع كرة القدم المحترفة.كوم (الإنجليزية)